# Rachid Alioui
Rachid Alioui (en arabe : رشيد عليوي), né le 18 juin 1992 à La Rochelle, est un footballeur international marocain. Il évolue au poste d'attaquant au Sporting Club de Toulon.

## Biographie

### Enfance et formation
Rachid Alioui naît en France de parents originaires de Tanger et Casablanca au Maroc. Il commence le football dans le petit club de l'Olympique Petit Marseille de Villeneuve-les-Salines, un quartier de La Rochelle, alors en PH jusqu'en 2009. Un membre du club de l'époque, Najib Akhannich, contacte alors Lionel Rouxel, le directeur du centre de formation de l'En Avant de Guingamp, et parvient à lui obtenir un essai. Celui-ci s'avère concluant et Rachid Alioui rejoint le centre de formation pour deux ans avec les U19 guingampais.
Durant la saison 2010-2011, il inscrit dix buts en U19 et participe activement au bon parcours de son équipe en Coupe Gambardella, avec un succès 4-0 à Nantes et une défaite 2-4, en fin de match, à 10 contre 11, face à l'AS Monaco, futur vainqueur de l'épreuve,. Durant l'été 2011, il signe un contrat de stagiaire professionnel et réalise la préparation d'avant-saison avec le groupe professionnel. Il se fait remarquer en inscrivant trois des huit buts guingampais de la préparation estivale.

### Carrière professionnelle

#### En avant Guingamp
Son entraîneur, Jocelyn Gourvennec, le fait entrer en jeu pour le premier match de la saison en Coupe de la Ligue, face à Laval, au cours duquel il inscrit son premier but chez les professionnels. Il marque ensuite un but (à Arles-Avignon) en 20 apparitions en championnat, et signe son premier contrat professionnel au début de l'année 2012. La saison 2012-2013 est plus difficile et il peine à confirmer les espoirs placés en lui. De plus, la concurrence est plus rude, avec le retour en forme de Mustapha Yatabaré et les recrutements durant l'été de Christophe Mandanne et Cédric Fauré puis durant l'hiver de Ladislas Douniama.

#### Prêt au Stade lavallois

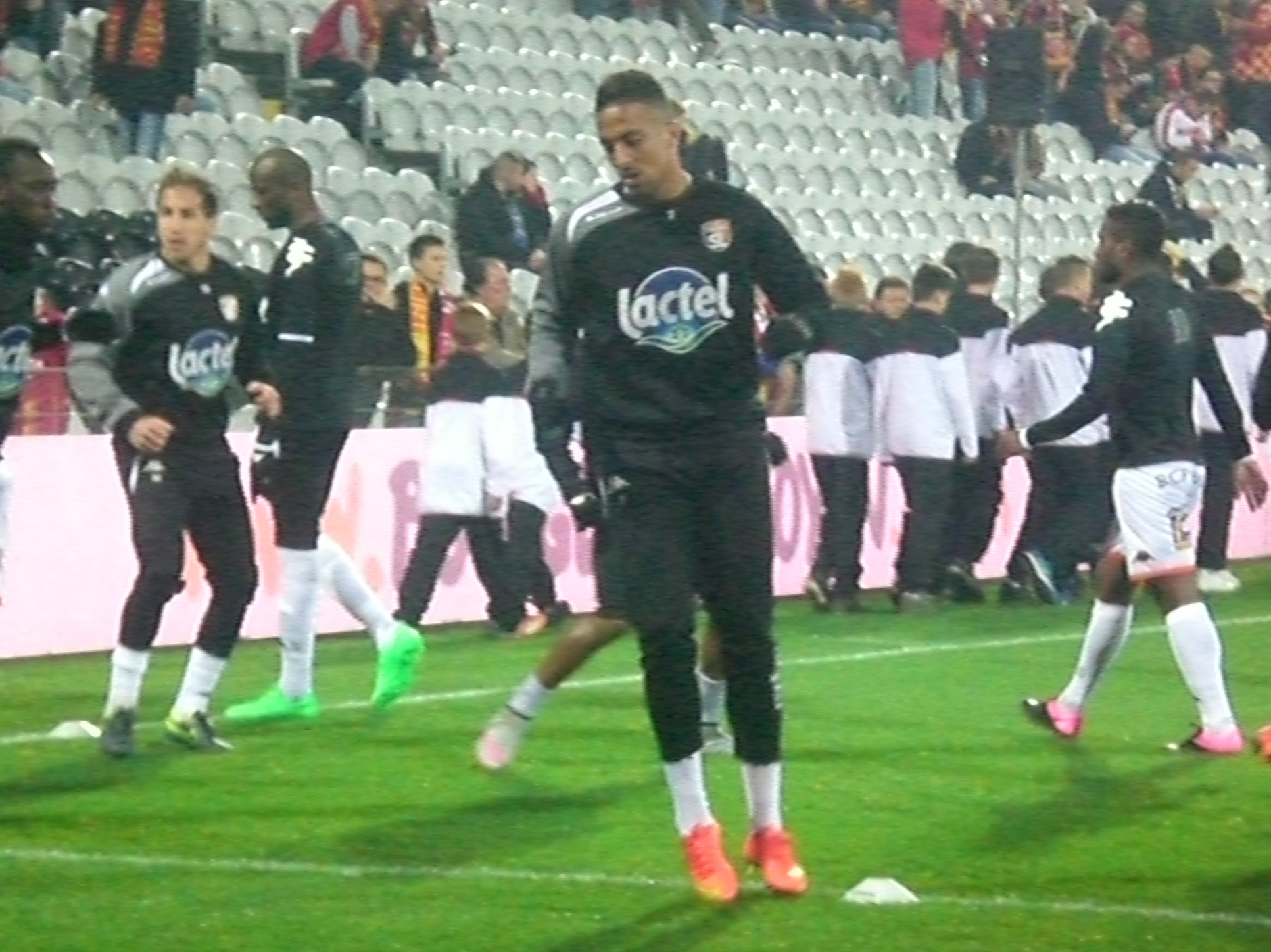
Rachid Alioui en 2015 avec le Stade lavallois.

En juin 2015, il est prêté une saison au Stade Lavallois sans option d'achat. Denis Zanko l'installe dès le début de saison en tant que titulaire, que ce soit en championnat ou en coupe. Il inscrit son premier but sous le maillot tango lors de sa quatrième titularisation, délivrant également une passe décisive, au cours de la victoire 3 à 2 face à l'AJ Auxerre, le 14 août et récidive la semaine suivante, en réalisant également une passe décisive et un but, face au Red Star lors de la 4e journée de championnat (victoire 2-1) puis le 25 août, au deuxième tour de Coupe de la Ligue, sa réalisation en prolongations qualifie le club en seizièmes de finale. Lors de la 5e journée de championnat, son quatrième but en quatre matchs consécutifs offre de nouveau la victoire, 1 à 0, face aux Chamois niortais. Apprécié par les supporters grâce à son bon début de saison, il est utilisé à 37 reprises et inscrit neuf buts.

#### Nîmes Olympique
En 2016 il rejoint Nîmes où il inscrit treize buts en 26 matches, avant de voir sa saison prendre fin subitement en mars contre le Red Star FC à cause d'une fracture de la cheville. Il accède à la Ligue 1 avec Nîmes en 2018, après avoir terminé deuxième meilleur buteur. Aux trophées UNFP du football 2017 et 2018, il est présent dans l'équipe type de Ligue 2 et nommé pour le trophée du meilleur joueur.

#### Angers SCO
En 2019 il rejoint Angers SCO. Après une première saison où il ne manque aucun match en Ligue 1, il fait face à des problèmes d'ordre psychologique et connaît une saison blanche. Le 31 août 2021 il arrive en prêt avec option d'achat au KV Courtrai. Il n'apparaît plus dans l'équipe à partir du mois de décembre.

#### FC Versailles
En septembre 2022, le Football Club de Versailles 78, pensionnaire du championnat National, officialise l’arrivée de l’international marocain au poste d’attaquant. Il portera le numéro 19.

### Parcours international
Début octobre 2011, il est appelé en équipe du Maroc olympique pour les rencontres amicales face à la Gambie et la Côte d'Ivoire. Puis, début novembre 2011, il est simultanément appelé en équipe de France des moins de 20 ans et en équipe du Maroc olympique. Il fait alors le choix de défendre les couleurs du Maroc, le pays de ses parents,.
Il connait sa première sélection chez les A le 5 mars 2014 lors d'un match amical à Marrakech contre le Gabon, où il entre à la 85e minute de jeu en remplacement de Youssef El-Arabi. Il marque son retour en sélection marocaine deux ans plus tard en inscrivant son tout premier but en sélection contre le Canada.
Lors de la CAN 2017, il rentre en jeu face à la Côte d'Ivoire et marque le seul but de la rencontre qualificative pour les quarts de finale.

## Statistiques

### En club
| Saison                | Club                   | Championnat           | Championnat | Championnat | Coupe nationale | Coupe nationale | Coupe de la Ligue | Coupe de la Ligue | Supercoupe | Supercoupe | Compétition(s) continentale(s) | Compétition(s) continentale(s) | Compétition(s) continentale(s) | Maroc | Maroc | Total | Total |
| Saison                | Club                   | Division              | M.          | B.          | M.              | B.              | M.                | B.                | M.         | B.         | Comp.                          | M.                             | B.                             | M.    | B.    | M.    | B.    |
| 2011-2012             | EA Guingamp            | Ligue 2               | 20          | 1           | -               | -               | 2                 | 1                 | -          | -          | -                              | -                              | -                              | -     | -     | 22    | 2     |
| 2012-2013             | EA Guingamp            | Ligue 2               | 15          | 1           | 3               | 1               | 1                 | 0                 | -          | -          | -                              | -                              | -                              | -     | -     | 19    | 2     |
| 2013-2014             | EA Guingamp            | Ligue 1               | 16          | 3           | 3               | 0               | 1                 | 0                 | -          | -          | -                              | -                              | -                              | 1     | 0     | 21    | 3     |
| 2014-2015             | EA Guingamp            | Ligue 1               | 7           | 0           | 2               | 0               | 2                 | 0                 | 1          | 0          | C3                             | 1                              | 0                              | -     | -     | 13    | 0     |
| Sous-total            | Sous-total             | Sous-total            | 58          | 5           | 8               | 1               | 6                 | 1                 | 1          | 0          | -                              | 1                              | 0                              | 1     | 0     | 75    | 7     |
| 2015-2016             | Stade lavallois (prêt) | Ligue 2               | 33          | 8           | 1               | 0               | 4                 | 1                 | -          | -          | -                              | -                              | -                              | -     | -     | 38    | 9     |
| Sous-total            | Sous-total             | Sous-total            | 33          | 8           | 1               | 0               | 4                 | 1                 | -          | -          | -                              | -                              | -                              | -     | -     | 38    | 9     |
| 2016-2017             | Nîmes Olympique        | Ligue 2               | 26          | 13          | -               | -               | 1                 | 0                 | -          | -          | -                              | -                              | -                              | 8     | 2     | 35    | 15    |
| 2017-2018             | Nîmes Olympique        | Ligue 2               | 37          | 17          | -               | -               | 1                 | 0                 | -          | -          | -                              | -                              | -                              | -     | -     | 38    | 17    |
| 2018-2019             | Nîmes Olympique        | Ligue 1               | 27          | 5           | 1               | 0               | 2                 | 0                 | -          | -          | -                              | -                              | -                              | 2     | 0     | 32    | 5     |
| Sous-total            | Sous-total             | Sous-total            | 90          | 35          | 1               | 0               | 4                 | 0                 | -          | -          | -                              | -                              | -                              | 10    | 2     | 105   | 37    |
| 2019-2020             | Angers SCO             | Ligue 1               | 28          | 6           | 2               | 1               | 1                 | 0                 | -          | -          | -                              | -                              | -                              | 6     | 0     | 37    | 7     |
| 2020-2021             | Angers SCO             | Ligue 1               | 1           | 0           | -               | -               | -                 | -                 | -          | -          | -                              | -                              | -                              | -     | -     | 1     | 0     |
| Sous-total            | Sous-total             | Sous-total            | 29          | 6           | 2               | 1               | 1                 | 0                 | -          | -          | -                              | -                              | -                              | 6     | 0     | 38    | 7     |
| 2021-2022             | KV Courtrai            | D1A                   | 6           | 1           | -               | -               | -                 | -                 | -          | -          | -                              | -                              | -                              | -     | -     | 6     | 1     |
| Sous-total            | Sous-total             | Sous-total            | 6           | 1           | -               | -               | -                 | -                 | -          | -          | -                              | -                              | -                              | -     | -     | 6     | 1     |
| 2022-2023             | FC Versailles 78       | N1                    | 24          | 2           | 2               | 0               | -                 | -                 | -          | -          | -                              | -                              | -                              | -     | -     | 26    | 2     |
| Sous-total            | Sous-total             | Sous-total            | 24          | 2           | 2               | 0               | -                 | -                 | -          | -          | -                              | -                              | -                              | -     | -     | 26    | 2     |
| 2023-2024             | Swift Hesperange       | BGL Ligue             | 7           | 3           | 2               | 1               | -                 | -                 | -          | -          | C4                             | 3                              | 1                              | -     | -     | 12    | 5     |
| Sous-total            | Sous-total             | Sous-total            | 7           | 3           | 2               | 1               | -                 | -                 | -          | -          | -                              | 3                              | 1                              | -     | -     | 12    | 5     |
| Total sur la carrière | Total sur la carrière  | Total sur la carrière | 247         | 59          | 16              | 3               | 15                | 2                 | 1          | 0          | -                              | 4                              | 1                              | 17    | 2     | 300   | 67    |

### En sélection
Le tableau suivant liste les rencontres de l'équipe du Maroc dans lesquelles Rachid Alioui a été sélectionné depuis le 5 mars 2014 jusqu'à présent.

## Palmarès
EA Guingamp
- Coupe de France
  - Vainqueur en 2014

- Ligue 2
  - Vice-champion en 2013
- Trophée des champions
  - Vainqueur en 2014

 Nîmes Olympique
- Ligue 2
  - Vice-champion en 2018